# Оператор замыкания
Оператор замыкания — обобщение интуитивной концепции замыкания. Именно: если {\displaystyle \langle P,\leqslant \rangle } — частично упорядоченное множество, оператор {\displaystyle C:P\to P} будет называться оператором замыкания, если выполнены три условия:
- {\displaystyle x\leqslant C(x)} (экстенсивность),
- {\displaystyle x\leqslant y\Rightarrow C(x)\leqslant C(y)} (монотонность)
- {\displaystyle C(C(x))=C(x)} (идемпотентность)

В роли множества {\displaystyle P} часто выступает булеан некоторого другого множества {\displaystyle S}; примеры этого можно найти в топологии, алгебре и логике.
Элементы вида {\displaystyle C(x)} называются замкнутыми, они образуют подмножество {\displaystyle C(P)} в исходном частично упорядоченном множестве {\displaystyle P}. Оператор замыкания полностью определяется множеством замкнутых элементов; а именно, замыкание элемента {\displaystyle x\in P} — это наименьший замкнутый элемент, больший или равный данного:
{\displaystyle C(x)=\inf \lbrace c\in C(P):c\geq x\rbrace }.
Множество всех замкнутых элементов иногда называют муровским семейством в честь американского математика Элиакима Мура, исследовавшего замыкания в 1910 году. Некоторые частные случаи замыкания называют оболочкой (например, выпуклая оболочка или линейная оболочка) — это позволяет избегать путаницы с понятием замкнутого множества.
Примеры операторов замыкания можно найти в самых разных областях математики:
В топологии изучается замыкание множества. Топологическое замыкание «уважает» конечное объединение множеств:
{\displaystyle C(X_{1}\cup \dots \cup X_{n})=C(X_{1})\cup \dots \cup C(X_{n})} для любого {\displaystyle n\in \mathbb {N} }.
В частности, при {\displaystyle n=0} эта формула превращается в {\displaystyle C(\varnothing )=\varnothing }.
В алгебре и логике рассматривают операторы замыкания, обладающие свойством финитарности:
{\displaystyle C(X)=\bigcup _{Y\in {\mathcal {F}}(X)}C(Y)}, где {\displaystyle {\mathcal {F}}(X)} — множество всех конечных подмножеств множества {\displaystyle X}.
В универсальной логике примером замыкания является оператор следствия (англ. consequence operator).
Теоретическая информатика также очень широко применяет все наработки теории порядков в области операторов замыкания, включая определение на произвольных частично упорядоченных множествах.

## Оператор замыкания в топологии
Замыкание множества {\displaystyle X} в заданном топологическом пространстве состоит из тех точек пространства, любая окрестность которых имеет хотя бы одну общую точку с {\displaystyle X}. Функция, сопоставляющая каждому подмножеству данного пространства его замыкание, является оператором топологического замыкания (в смысле, определённом выше). И наоборот, любой оператор топологического замыкания {\displaystyle C:2^{S}\to 2^{S}} задаёт топологию на множестве {\displaystyle S}, в которой множество {\displaystyle X\subseteq S} замкнуто тогда и только тогда, когда оно является элементом булеана {\displaystyle 2^{S}}, замкнутым относительно оператора {\displaystyle C}.
Фактически, аксиоматика Куратовского — это система аксиом общей топологии, эксплуатирующая эту идею. Она выстраивает топологическую структуру, отталкиваясь от определения оператора топологического замыкания {\displaystyle C} как экстенсивного идемпотентного оператора, обладающего свойством {\displaystyle C(X\cup Y)=C(X)\cup C(Y)}.
Аксиома монотонности для оператора топологического замыкания является излишней, так как выводится из остальных аксиом.

## Оператор замыкания в алгебре
Финитарное замыкание играет важную роль в универсальной алгебре, где традиционно называется алгебраическим замыканием. Любое подмножество {\displaystyle X} алгебры {\displaystyle A} определяет некоторую подалгебру: наименьшую из всех подалгебр, содержащих данное множество. Так вводится оператор замыкания на булеане {\displaystyle 2^{A}}.
Возможно, наиболее известный пример такого оператора — функция, сопоставляющая набору векторов некоторого линейного пространства его линейную оболочку — подпространство, образованное данными векторами. Другой пример: функция, сопоставляющая некоторому подмножеству элементов группы порожденную ими подгруппу. Аналогичные примеры можно построить для полей, решёток и других видов алгебраических структур.
Операторы замыкания «линейная оболочка» и «наименьшее подполе, содержащее данное множество» обладают т. н. обменным свойством: если {\displaystyle a} принадлежит замыканию {\displaystyle X\cup \{b\}}, но не принадлежит замыканию множества {\displaystyle X}, то {\displaystyle b} принадлежит замыканию {\displaystyle X\cup \{a\}}. Финитарное замыкание, обладающее этим свойством, называется матроидом. Размерность векторного пространства и степень трансцендентности поля (над его простым полем) — это в точности ранг соответствующего матроида.
Функция, отображающее подмножество поля в его алгебраическое замыкание — тоже оператор финитарного замыкания, но отличающийся по своим свойствам от операторов, рассмотренных выше. Эти две разновидности замыкания изучаются в теории моделей, где они обозначаются {\displaystyle \operatorname {dcl} } (от англ. definable closure) и {\displaystyle \operatorname {acl} } (от англ. algebraic closure).
Выпуклая оболочка в евклидовом пространстве представляет ещё один пример финитарного замыкания. Этот оператор обладает антиобменным свойством: если {\displaystyle a} не принадлежит множеству {\displaystyle X\cup \{b\}}, но принадлежит его замыканию, то {\displaystyle b} не принадлежит замыканию {\displaystyle X\cup \{a\}}. Финитарные замыкания с этим свойством приводят к понятию антиматроида.

## Оператор замыкания в логике
Рассмотрим некоторый логический формализм, который позволяет, следуя определённым правилам, выводить новые формулы из имеющихся. Пусть {\displaystyle F} обозначает множество всех возможных формул, а {\displaystyle P=2^{F}} — булеан этого множества, упорядоченный по включению. Для произвольного множества формул {\displaystyle X}, обозначим {\displaystyle C(X)} множество формул, выводимых из {\displaystyle X}. Тогда {\displaystyle C} — оператор замыкания, заданный на {\displaystyle P}.
Более строго можно определить {\displaystyle C} следующим образом. Пусть {\displaystyle J:P\to P} — оператор дедуктивного шага в монотонной логике; иными словами, {\displaystyle J(X)} — это множество формул, каждая из которых либо является аксиомой, либо принадлежит {\displaystyle X}, либо получена однократным применением какого-либо правила вывода к формулам из {\displaystyle X}. Заметим, что для любого направленного класса {\displaystyle T} выполняется равенство {\displaystyle J(\lim T)=\lim J(T)}, следовательно, оператор {\displaystyle J} непрерывен и к нему можно применить теорему о неподвижной точке. Тогда {\displaystyle C(X)} определяется как наименьшая неподвижная точка {\displaystyle J}, большая или равная {\displaystyle X}. В соответствии с такой точкой зрения, Тарский, Браун и Сушко, а также другие авторы, предложили общий подход к математической логике, основанный на теории операторов замыкания. Та же идея нашла применение в логическом программировании и нечёткой логике.

### Оператор следствия
Около 1930 г. Альфред Тарский разработал абстрактную теорию дедукции, моделирующую некоторые свойства логических исчислений. С математической точки зрения, он описал финитарное замыкание на множестве высказываний. В универсальной логике за этим замыканием закрепилось название, придуманное Тарским: оператор следствия (англ. consequence operator). Итак, пусть {\displaystyle S} — множество всех возможных высказываний, его подмножество {\displaystyle T} — теория; тогда {\displaystyle C(T)} — это множество высказываний, которые являются логическим следствием теории {\displaystyle T}. В настоящее время термин «оператор следствия» может применяться не только к финитарным операторам; в таком случае, если оператор всё же удовлетворяет условию финитарности, о нем говорят как об операторе конечного следствия (англ. finite consequence operator).

## Замкнутые множества
Пусть оператор замыкания {\displaystyle C} действует на булеане {\displaystyle P=2^{S}}. Семейство замкнутых подмножеств {\displaystyle C(P)} образует подмножество в {\displaystyle P}. Любое пересечение множеств из {\displaystyle C(P)} снова лежит в {\displaystyle C(P)}, то есть {\displaystyle C(P)} — полная нижняя подполурешётка в {\displaystyle P}. Соответственно, если некоторое множество {\displaystyle K\subseteq 2^{S}} замкнуто относительно произвольных (возможно, бесконечных) пересечений, то функция, сопоставляющая каждому подмножеству {\displaystyle X\subseteq S} наименьшее множество {\displaystyle Y\in K}, содержащее {\displaystyle X}, является оператором замыкания.
Оператор замыкания называется топологическим, если семейство замкнутых множеств замкнуто относительно конечных объединений, то есть если {\displaystyle C(P)} образует подрешётку, полную относительно операции объединения. Даже если оператор {\displaystyle C} не является топологическим, множество {\displaystyle C(P)} всё равно обладает структурой решётки (с операциями {\displaystyle \wedge } и {\displaystyle \vee }, определёнными так: {\displaystyle X\wedge Y=X\cap Y}, {\displaystyle X\vee Y=C(X\cup Y)}); но в этом случае {\displaystyle C(P)} не является подрешёткой {\displaystyle P}, так как операции на них не согласованы.
Если оператор замыкания финитарный, замыканиями конечных множеств являются компактные элементы множества {\displaystyle C(P)}. Следовательно, {\displaystyle C(P)} — алгебраическое множество (или «алгебраическая решётка», если учитывать, что на {\displaystyle C(P)} действительно имеется структура решётки). И наоборот, если семейство замкнутых множеств является алгебраическим частично-упорядоченным множеством, то соответствующий оператор замыкания финитарный.

## Общий случай: замыкание на частично упорядоченных множествах
Замыкания можно рассматривать не только на булеане, но и на любом частично упорядоченном множестве. Кроме приведённого выше определения оператора замыкания как экстенсивной монотонной идемпотентной функции, существует также ряд альтернативных определений. Например, три указанных аксиомы можно заменить одной:
{\displaystyle x\leq C(y)\Leftrightarrow C(x)\leq C(y)} для любых {\displaystyle x,y\in P}.
Если считать, что между отображениями определено поточечное сравнение, то свойство экстенсивности оператора {\displaystyle C:P\to P} можно кратко записать так:
{\displaystyle C\geq \operatorname {id} }, где {\displaystyle \operatorname {id} } обозначает тождественную функцию.
Монотонное идемпотентное отображение {\displaystyle I:P\to P}, обладающее двойственным свойством {\displaystyle I\leq \operatorname {id} }, называется оператором ядра (англ. kernel operator), оператором внутренности (англ. interior operator) или двойственным замыканием (англ. dual closure). Пример такой функции — операция получения внутренности множества в топологии. Другой пример даёт функция округления, рассматриваемая как оператор на вещественных числах с естественным порядком: округление к меньшему (англ. floor, {\displaystyle \lfloor x\rfloor }) — это оператор внутренности, а округление к большему (англ. ceil, {\displaystyle \lceil x\rceil }) — оператор замыкания. Ещё один пример: если {\displaystyle S} — некоторое множество, и в нём зафиксировано произвольное подмножество {\displaystyle T}, то {\displaystyle \mu _{T}(X)=T\cap X} является оператором внутренности на булеане {\displaystyle P=2^{S}}, а {\displaystyle \lambda _{T}(X)=T\cup X} — оператором замыкания.
Неподвижная точка отображения {\displaystyle C}, то есть элемент {\displaystyle c\in P}, обладающий свойством {\displaystyle C(c)=c}, называется замкнутым. Оператор замыкания на частично упорядоченном множестве полностью определяется множеством замкнутых элементов. Если элемент {\displaystyle c} замкнут, то утверждение {\displaystyle x\leq c} равносильно {\displaystyle C(x)\leq c}.
Как объясняется в статье, посвящённой соответствию Галуа, всякое такое соответствие порождает оператор замыкания. Более того, любой оператор замыкания можно получить из некоторого соответствия Галуа. Построить подходящее соответствие Галуа можно не единственным образом; универсальный способ состоит в следующем. Пусть {\displaystyle K} обозначает множество замкнутых элементов. Тогда {\displaystyle C} можно рассматривать как отображение {\displaystyle P\to K}; это будет нижняя сопряжённая функция соответствия Галуа. В качестве верхней сопряжённой функции возьмём вложение {\displaystyle K\to P}. Фактически, любая функция, являющаяся нижней сопряженной к вложению некоторого подмножества в {\displaystyle P}, и есть замыкание: «Операторы замыкания суть нижние сопряженные к вложениям.» Однако не для каждого вложения существует нижняя сопряженная функция!
Всякое частично упорядоченное множество {\displaystyle P} можно рассматривать как категорию, в которой стрелка {\displaystyle x\to y} существует (и единственна) тогда и только тогда, когда {\displaystyle x\leq y}. В такой интерпретации операторы замыкания соответствуют монадам
Если {\displaystyle P} — полная решётка, то для того, чтобы подмножество {\displaystyle K\subseteq P} было множеством замкнутых элементов какого-либо оператора {\displaystyle C}, необходимо и достаточно, чтобы {\displaystyle K} образовывало муровское семейство на {\displaystyle P}, то есть множество, содержащее верхнюю границу {\displaystyle P} и точную нижнюю грань любого подмножества множества {\displaystyle K}. Любое такое {\displaystyle K} само является полной решёткой, причём отношение порядка и нижняя операция (инфимум) наследуются из {\displaystyle P}, а верхняя операция (супремум) может отличаться. Когда решётка {\displaystyle P} введена как булева алгебра подмножеств некоторого множества {\displaystyle S}, муровское семейство называют системой замыканий (англ. closure system) множества {\displaystyle S}.
Операторы замыкания на полной решётке сами образуют полную решётку, отношение порядка на которой вводится поточечно: {\displaystyle C_{1}\leq C_{2}} тогда и только тогда, когда {\displaystyle \forall x\in P\;C_{1}(x)\leq C_{2}(x)}.

## История
Понятие замыкания было введено Э. Г. Муром в монографии 1910 года Introduction to a Form of General Analysis. Концепция системы замкнутых подмножеств впервые была описана в работах Ф. Риса применительно к топологическим пространствам.

## Cм. также
- Замыкание (геометрия) и Внутренность
- Замыкание отношения
- Соответствие Галуа